# Ahl-i Hadīth
Die Ahl-i Hadīth (persisch اهل حدیث) oder Ahl-e Hadith (Urdu اہل حدیث ‚Volk der Überlieferung‘) sind eine islamische Reformbewegung. 1864 wurde diese Bewegung von Siddîq Hasan Khân (1832–1890) im kolonialen Indien gegründet. Die Namenswahl knüpft an eine Gruppierung aus dem 2. Jahrhundert der Hidschra an. Neben dem Koran sind die Hadithe die wichtigste Quelle für die religiöse Auslegung anzusehen. Heute ist die Gruppierung vor allem in Pakistan, Afghanistan, Indien aber auch anderen arabischen und ostafrikanischen Ländern aktiv.

## Lehren
Sie lehnen die vier Rechtsschulen des sunnitischen Islam ab. Sie verwerfen die Verehrung von Heiligen (Walis), Gräberkult (Ziyāra) und gesprochenes oder schweigendes Gedenken Gottes (Dhikr) der Sufis, populäre Ausdrucksformen islamischer Religiosität in Indien, Pakistan und Bangladesch. Aus diesem Grund wurden die Ahl-i Hadîth von ihren islamischen Gegnern und den britischen Kolonialherren als Wahhabiten bezeichnet. Zu einer systematischen Zusammenarbeit kam es aber erst nach 1924, davor bestritten viele führende Ahl-i Hadîth jegliche Nähe zu den Wahhâbiten. Ein prominenter Gegner der Ahl-i Hadīth in Bengalen war Muhammad Naimuddin (1832–1908).

## Verbreitung
Die regionalen Schwerpunkte der Ahl-i Hadîth waren zunächst der Osten der Gangesebene (Bengalen, Bihar und der Raum Benares) sowie Delhi. Ab etwa 1860 kam der Punjab, besonders Amritsar, als weiterer Schwerpunkt hinzu. Die Ahl-i Hadîth aus dem Ostteil dieser Provinz flohen wie die übrigen Muslime 1947 nach Pakistan, wo sich Faisalabad und Gujranwala zu neuen Hochburgen entwickelten. Stark ist die Denkschule auch in der Region Baltistan im Hindukusch vertreten.
In den Zentren der südasiatischen, vor allem pakistanischen, Einwanderung nach Großbritannien sind in den letzten Jahrzehnten einige Ahl-i Hadîth-Gemeinden entstanden. Das Zentrum ihrer Organisation befindet sich in der Green-Lane-Moschee in Birmingham.

## Wichtige Vertreter
- Nazîr Husain Dihlawi (1805–1902)
- Siddîq Hasan Khân (1832–1890)
- Abdullâh Ghaznawî († 1881)
- Muhammad Husain Batâlwî († 1920)
- Sanâ'ullâh Amritsarî (1868–1948)
- Ihsân Ilâhî Zahîr (1946–1987)